# Heiden und Wälder am Brunsberg
Die Heiden und Wälder am Brunsberg sind ein Naturschutzgebiet in der niedersächsischen Stadt Buchholz in der Nordheide im Landkreis Harburg. Im Naturschutzgebiet befindet sich der Brunsberg, die höchste Erhebung der Lohberge.

## Allgemeines
Das Naturschutzgebiet mit dem Kennzeichen NSG LÜ 010 ist circa 131 Hektar groß. Es umfasst das zum 28. Mai 1954 ausgewiesene, ehemalige Naturschutzgebiet „Brunsberg“, das rund 60 Hektar groß war. Teile des Landschaftsschutzgebietes „Lohbergen, Höllental und angrenzende Flächen“ gingen im Naturschutzgebiet auf, das ansonsten größtenteils von dem Landschaftsschutzgebiet umgeben ist. Das Gebiet steht seit dem 1. Juli 2024 unter Naturschutz. Zuständige untere Naturschutzbehörde ist der Landkreis Harburg.

## Beschreibung
Das Naturschutzgebiet liegt südwestlich von Buchholz in der Nordheide in etwa zwischen den Buchholzer Stadtteilen Sprötze und Holm-Seppensen am Rand des Naturparks Lüneburger Heide. Es umfasst den Brunsberg und daran angrenzende Wälder sowie die darin eingebettete Sprötzer Heide in Nordosten der Lohberge, einem Endmoränenzug im Norden der Lüneburger Heide. Heiden und Wälder sind Relikte der kulturhistorischen Heide- und Waldlandschaft der Lüneburger Heide.
Die Heideflächen auf dem Brunsberg, mit 129 m ü. NHN die höchste Erhebung der Lohberge, und in der Sprötzer Heide werden von Sandheiden mit Besenheide dominiert. Stellenweise sind auch Bestände von Schwarzer Krähenbeere und Echter Bärentraube zu finden, auf feuchten Standorten siedelt auch Glockenheide.
In das Naturschutzgebiet sind westlich und nordwestlich des Brunsberges liegende Wälder einbezogen, bei denen es sich um Flächen des Kompensationsflächenpools des Landkreises Harburg handelt. Die Wälder erstrecken sich auf einer Fläche von knapp 58 Hektar. Sie waren vielfach als durch Aufforstung mit Kiefern entstandenen Nadelwälder ausgebildet und werden zu forstwirtschaftlich nicht genutzten Eichenmischwäldern umgebaut. Sie bilden das größte zusammenhängende Waldschutzgebiet im Landkreis Harburg. An die Heiden angrenzende Kiefernwälder, die nicht zu Eichenmischwäldern umgebaut werden, werden zu lichten Birken-Kiefernwäldern mit Eichenanteilen entwickelt.
Die Heideflächen werden zur Pflege regelmäßig mit Schafen und Ziegen beweidet. Weiterhin finden Entkusselungsmaßnahmen statt und wird die Heide zur Verjüngung brandgerodet und abgeplaggt.
Die Heiden sind Lebensraum verschiedener Reptilien wie Kreuzotter, Schlingnatter, Zaun- und Waldeidechse. Weiterhin sind hier unter anderem Heidelerche und Baumpieper heimisch. Die Wälder verfügen über einen hohen Alt- und Totholzanteil. Sie sind Lebensraum für auf Totholz angewiesene Insektenarten, Fledermäuse und Spechte. Stehendes und liegendes Totholz ist Habitat für Pilze, Moose und Flechten.
Insbesondere der Brunsberg ist ein beliebtes Ziel als Ausflugs- und Naherholungsgebiet. Durch das Naturschutzgebiet verlaufen zahlreiche Wanderwege.